# Bryocentria metzgeriae
Bryocentria metzgeriae är en svampart som först beskrevs av Ade & Höhn., och fick sitt nu gällande namn av Döbbeler 2004. Bryocentria metzgeriae ingår i släktet Bryocentria och familjen Bionectriaceae.  Arten är reproducerande i Sverige. Inga underarter finns listade i Catalogue of Life.